# Романов, Глеб Васильевич
Глеб Васильевич Романов (24 июля 1920 или 24 июля 1922, Тюмень — 15 января 1967, Ленинград) — советский актёр, певец, танцор, исполнитель танцев народов мира.

## Биография
Точная дата рождения неизвестна. Глеб Васильевич указывал даты 24 июля 1920 года или 24 июля 1922 года.
- 1939 — поступил на актёрский факультет ВГИКа;
- 1941—1946 — солдат Красной Армии, прошёл Великую Отечественную войну;
- 1948 — с отличием окончил актёрский факультет ВГИКа (мастерская С. Герасимова и Т. Макаровой); сокурсники: Сергей Бондарчук, Инна Макарова, Евгений Моргунов, Клара Лучко, Людмила Шагалова, Муза Крепкогорская;
- 1948—1964 — актёр Театра-студии киноактёра; играл в спектаклях театра: «Софья Ковалевская», «Остров мира», «Дети Ванюшина», «Три солдата», «Ушаков»; параллельно выступал с сольными эстрадными номерами; гастролировал по Советскому Союзу, в Венгрии, Австрии, Германии, Польше, Румынии, Чехословакии с концертными программами, в которые входили песни и танцы народов мира (режиссёр-балетмейстер — Елена Менес).

В 1957 году Глеб Романов выступал с зарубежным репертуаром на VI Всемирном фестивале молодежи и студентов в Москве. Зрителям 1950—1960-х годов Глеб Романов запомнился блестящей игрой в фильме Матрос с «Кометы», великолепным исполнением песен на 17 языках мира.
Глеб Романов обязательно вводил в иностранную песню предисловие и/или послесловие на русском языке, например:
«В демократическом Берлине

Впервые этот вальс звучал.

И всяк поёт его отныне,

И всюду он любимым стал».
Или: «Синьоры! Прошу меня выслушать. Хотя моя песня не много сто́ит… Синьоры! Ну неужели эта песня не сто́ит хотя бы два сольди?» (Пластинка Г-00182.)
Вокал Романова — профессиональный, артист использует природную музыкальную одарённость. Голос Романова — большой, богатого тембра и может быть охарактеризован как тенор-альтино.
В 1965 году за хулиганский поступок на гастролях во Владивостоке (швырнул в окно гостиницы бутылку из-под шампанского и попал в голову случайного прохожего) был осуждён, но через год, благодаря ходатайству С. Бондарчука и одного из редакторов газеты «Правда», его помиловали.
Умер в Ленинграде от сердечной недостаточности, вызванной приступом астмы.
Урна с прахом захоронена в Москве на Донском кладбище.

## Фильмография
1. 1948 — Молодая гвардия — Иван Туркенич
2. 1950 — Кавалер Золотой Звезды
3. 1950 — Жуковский — Неклюдов
4. 1950 — Наши песни
5. 1951 — Незабываемый 1919 год — командир бронемашины
6. 1953 — Адмирал Ушаков
7. 1955 — Попрыгунья — друг Ольги Ивановны
8. 1958 — Матрос с «Кометы» — Сергей Чайкин

## Озвучивание мультфильмов
1. 1949 — Весенняя сказка

## Дискография
2005 — Великие исполнители XX века
(CD1 — Парижские бульвары,
CD2 — Где же ты, желанная)